# Edmund Friszke
Edmund Friszke (Frischke) (* 4. Juni 1902 in Zduńska Wola; † 15. September 1958 in Malmö) war ein polnischer Pastor der Evangelisch-Augsburgischen Kirche.

## Leben
Friszke besuchte die Grundschule und das Gymnasium in seiner Heimatstadt. Anschließend studierte er Theologie an der Universität Warschau und gelangte in den Kreis um Bischof Juliusz Bursche. Seine Ordination erfolgte am 6. März 1927. Von 1927 bis 1929 war er Vikar an der Hl.-Dreifaltigkeitskirche in Łódź, anschließend bis zu seiner Verhaftung 1940 Pfarrer der evangelischen Kirchengemeinde in der zentralpolnischen Stadt Radom, das nach der deutschen Besetzung zum „Generalgouvernement“ gehörte, mit Filialgemeinden in Jawor und Kozienice, Ortschaften in der vormaligen Wojewodschaft Kielce.
Friszke war ein entschiedener Gegner des Nationalsozialismus und wurde deshalb am 18. Dezember 1939 von der Gestapo aus Radom deportiert  und am 21. Dezember 1939 in das Konzentrationslager Sachsenhausen gebracht. Von dort wurde er am 13. Dezember 1940 mit anderen Geistlichen in das Konzentrationslager Dachau überstellt und im Pfarrerblock mit der Häftlingsnummer 22.500 untergebracht. Nach der Befreiung durch die US-Armee am 29. April 1945 kehrte Friszke nach Polen zurück und ließ sich in Masuren nieder, wo er Pfarrer in Olsztyn wurde. Während des Stalinismus in Polen wurde er erneut politisch verfolgt.
Friszke starb während einer Urlaubsreise mit anderen polnischen evangelischen Pastoren an den Folgen einer Operation. Sein Sohn aus zweiter Ehe ist der bekannte polnische Zeithistoriker Andrzej Friszke.